# Şalgam

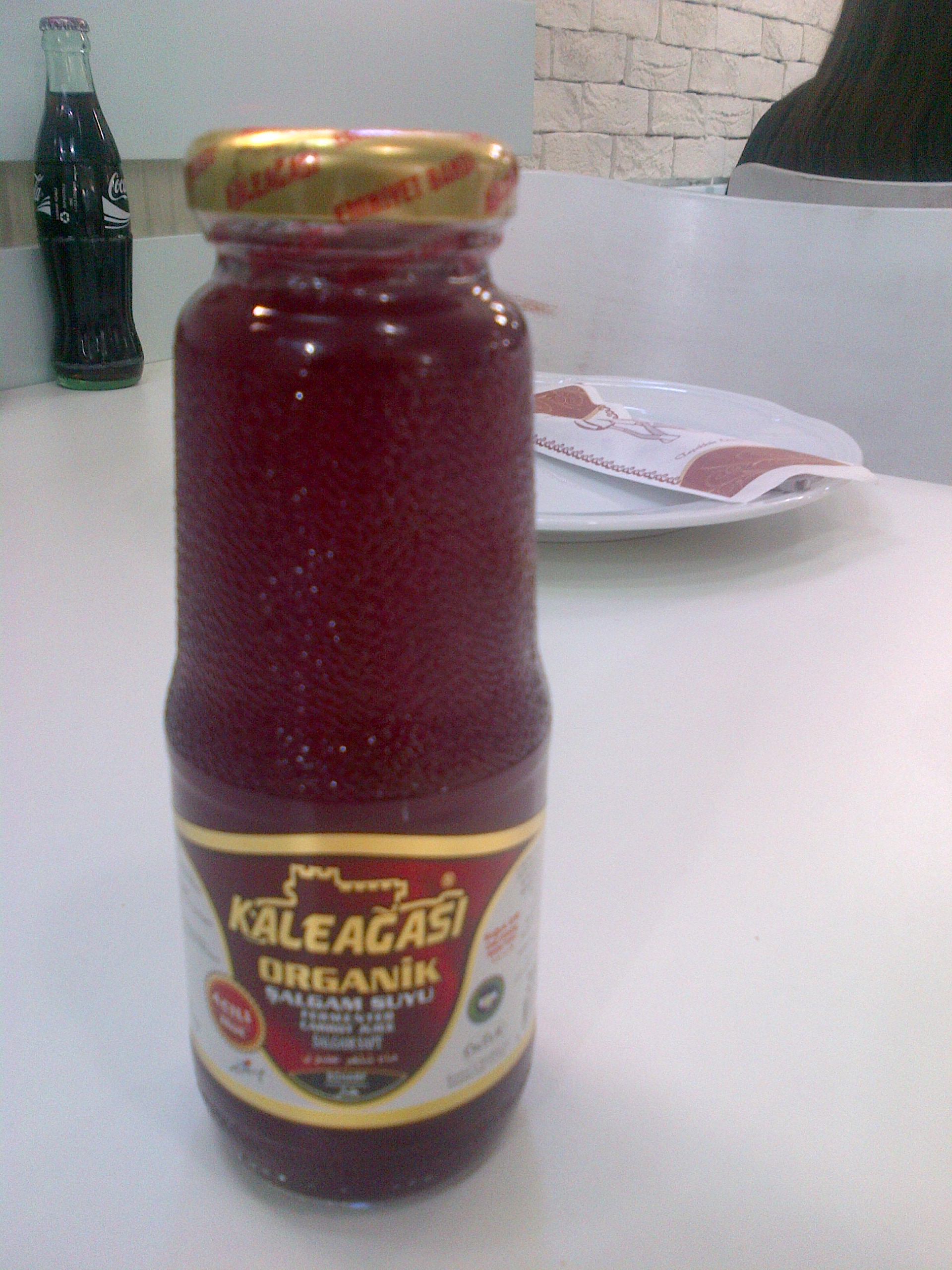
"Şalgam suyu" de la cuina turca, orgànic.

El Şalgam o Şalgam suyu , (ʃal̴ˈɡam (suˈju); literalment «suc de nap»"), pronunciat com "shal-gam", és una beguda tradicional molt popular al sud de Turquia, que prové de la ciutat d'Adana, i a més d'aquesta ciutat es consumeix habitualment a Hatay, Tarsus, Mersin, Kahramanmaras, İzmir i a la regió de Çukurova.
Encara que el seu nom turc literalment signifiqui "suc de nap", és, de fet, el suc d'escabetxos de pastanagues, fortament salat, assaonat i condimentat amb una espècie de nap aromàtic anomenat çelem, i fermentat en barrils. Tradicionalment és servit fredament en vasos grans, amb llargues llesques de pastanagues conservades en escabetx, anomenades dene. Justament abans de beure'l s'hi afegeix pebre vermell dolç calent.

És una beguda que acompanya els tradicionals kebabs.
Aquesta bevenda sovint es serveix amb el licor anisat anomenat rakı, no combinat, sinó en gots separats. En algunes regions de Turquia, l'ayran i el şalgam es barregen.